# Kerdinasv
Kerdinasv ist eine unbewohnte Insel, 270 Meter von der größten estnischen Insel Saaremaa entfernt. Die Insel liegt in der Landgemeinde Saaremaa im Kreis Saare. Sie liegt in der Bucht Kõiguste laht im Kahtla-Kübassaare hoiuala.
Kerdinasv ist 70 Meter lang und 20 Meter breit.